# Odontopera integraria
Odontopera integraria är en fjärilsart som beskrevs av Achille Guenée 1858. Odontopera integraria ingår i släktet Odontopera och familjen mätare. Inga underarter finns listade i Catalogue of Life.